# Ніколя Турт
Ніколя Турт (фр. Nicolas Tourte; нар. 18 серпня 1979) — колишній французький тенісист.
Найвищу одиночну позицію світового рейтингу — 215 місце досяг 7 травня 2007, парну — 103 місце — 23 липня 2007 року.
Найвищим досягненням на турнірах Великого шолома було 2 коло в парному розряді.

## Титули на челленджерах

### Парний розряд: (3)
| Ранг | Рік  | Турнір                     | Покриття | Партнер        | Суперники                          | Рахунок          |
| ---- | ---- | -------------------------- | -------- | -------------- | ---------------------------------- | ---------------- |
| 1.   | 2006 | Бухара, Узбекистан         | Тверде   | Ніколя Ренаван | Роган Бопанна Айсам-уль-Хак Куреші | 2–6, 6–3, 10–8   |
| 2.   | 2006 | Ноттінгем, Велика Британія | Тверде   | Філіп Прпіч    | Джеймі Дельгадо Джеймі Маррей      | 6–4, 4–6, 10–7   |
| 3.   | 2007 | Рексем, Велика Британія    | Тверде   | Тома Оже       | Річард Блумфілд Робін Гаасе        | 6–74, 7–5, 12–10 |